# Лаврухін Микола Васильович
Лавру́хін Мико́ла Васи́льович (25 січня 1925, станиця Митякинська, Тарасовський район, Ростовська область, РРФСР, СРСР — 18 вересня 1994, Київ, Україна) — український радянський державний діяч, голова виконавчого комітету Київської міської ради народних депутатів у 1990 році, заслужений будівельник УРСР, лауреат премії Ради Міністрів СРСР. Депутат Верховної Ради УРСР 10—11-го скликань.

## Життєпис
Народився в селянській родині. Трудову діяльність розпочав 1943 року робітником з ремонту колій на Донецькій залізниці. У 1947 році закінчив Ворошиловоградський технікум залізничного транспорту, після чого працював у Ворошиловоградському будівельно-монтажному управлінні тресту «Південавтопромбуд» майстром, виконробом, начальником відділу, головним інженером.
У 1954 році закінчив Вищі інженерні курси при Київському інженерно-будівельному інституті, потім навчався в аспірантурі.
Член КПРС з 1955 року.
У 1957–1961 роках працював старшим інженером Міністерства будівництва Української РСР, головним спеціалістом Держбуду Української РСР. У 1961–1963 роках працював головним інженером, а потім керуючим трестом «Буддеталь» Головкиївміськбуду.
У 1963–1970 роках — завідувач відділу будівництва та міського господарства Київського обласного комітету КПУ.
З 1970 року працював першим заступником голови виконавчого комітету Київської міської ради депутатів трудящих (Київської міської ради народних депутатів — з 1978 року), з 17 січня по 29 грудня 1990 року — голова виконавчого комітету Київської міської ради народних депутатів.
З 1991 року — завідувач відділу з питань техногенно-екологічної безпеки, надзвичайних ситуацій, проектування і будівництва складних інженерних споруд Київської міської державної адміністрації.
Помер 18 вересня 1994 року в санаторії у Конча-Заспі. Похований на Байковому кладовищі (ділянка № 1).

Могила Миколи Лаврухіна

## Вшанування пам'яті
На честь Лаврухіна названо вулицю на Вигурівщині-Троєщині в Києві. Біля будинку № 7 по цій вулиці йому встановлено бронзовий пам'ятний знак.